# Merašice
Merašice és un poble i municipi d'Eslovàquia que es troba a la regió de Trnava, a l'oest del país. El 2023 tenia 438 habitants.

## Història
La primera menció escrita de la vila es remunta al 1390.

## Demografia
| Godina             | 1994 | 2004   | 2014    | 2024   |
| ------------------ | ---- | ------ | ------- | ------ |
| Nombre de persones | 362  | 387    | 445     | 447    |
| Diferència         |      | +6,90% | +14,98% | +0,44% |

| Godina             | 2023 | 2024   |
| ------------------ | ---- | ------ |
| Nombre de persones | 438  | 447    |
| Diferència         |      | +2,05% |